# Them (musikalbum)
"Them" är ett konceptalbum av den danske hårdrockaren King Diamond, utgivet 1988 på Roadrunner Records. Albumet utgavs på LP, CD och kassettband.
Albumet handlar om King själv som barn och om hans mormor som kommer hem från ett sinnessjukhus. Hon pratar om att hon kan tala med "Them" och att hon kan "höra dem sjunga". Hur det går sedan är det upp till var och en att lyssna på. Albumet utgavs 1988 och som remastrad version 1997, då med extraspåret "Phone Call", där King får ett telefonsamtal från sin döda mormor. Detta spår fanns bara med på The Dark Sides från början. Det här albumet var även det sista med Mikkey Dee som medlem i gruppen. Han spelar även trummor på Conspiracy, men då bara som studiomusiker.
År 2020 utgavs albumet på LP på en rad olika färgade vinyler, bland annat mörkrosa, olivgrön, lavendel samt pastellviolett.

## Låtlista
Alla låtar är skrivna och komponerade av King Diamond, där intet annat anges. 
| Nr  | Titel                                            | Längd |
| --- | ------------------------------------------------ | ----- |
| 1.  | Out from the Asylum                              | 1:44  |
| 2.  | Welcome Home                                     | 4:36  |
| 3.  | The Invisible Guests                             | 5:04  |
| 4.  | Tea                                              | 5:15  |
| 5.  | Mother's Getting Weaker (Diamond, Andy LaRocque) | 4:02  |
| 6.  | Bye, Bye Missy                                   | 5:08  |
| 7.  | A Broken Spell (Diamond, LaRocque)               | 4:08  |
| 8.  | The Accusation Chair                             | 4:21  |
| 9.  | "Them" (instrumental; Diamond, LaRocque)         | 1:56  |
| 10. | Twilight Symphony                                | 4:10  |
| 11. | Coming Home                                      | 1:11  |

| 12. | Phone Call                       | 1:39 |
| 13. | The Invisible Guests (rehearsal) | 5:19 |
| 14. | Bye, Bye Missy (rehearsal)       | 4:51 |

## Medverkande
- King Diamond – sång, keyboard, gitarr
- Andy LaRocque – gitarr, akustisk gitarr
- Pete Blakk – gitarr
- Hal Patino – basgitarr
- Mikkey Dee – trummor
- Roberto Falcao – keyboard
- Timi Hansen – basgitarr